# Championnats du monde d'aquathlon 2009
Les Championnats du monde d'aquathlon 2009 présentent les résultats des championnats mondiaux d'aquathlon en 2009 organisés par la fédération internationale de triathlon.
Les 12e championnats se sont déroulés à Gold Coast en Australie le 9 septembre 2009.

## Résultats

### Élite
Distances parcourues
| Distances course (kilomètres) | Distances course (kilomètres) | Distances course (kilomètres) |
| Course à pied                 | Natation                      | Course à pied                 |
| ----------------------------- | ----------------------------- | ----------------------------- |
| 2,5                           | 1                             | 2,5                           |

| Rang               | Athlète        | Pays      | Temps       |
| ------------------ | -------------- | --------- | ----------- |
| Médaille d'or      | Antonio Mansur | Brésil    | 29 min 12 s |
| Médaille d'argent  | Wesley Matos   | Brésil    | 29 min 28 s |
| Médaille de bronze | Adam Carlton   | Australie | 30 min 36 s |

| Rang               | Athlète           | Pays             | Temps       |
| ------------------ | ----------------- | ---------------- | ----------- |
| Médaille d'or      | Samantha Warriner | Nouvelle-Zélande | 33 min 10 s |
| Médaille d'argent  | Maxine Seear      | Australie        | 33 min 22 s |
| Médaille de bronze | Lisa Mensink      | Pays-Bas         | 33 min 39 s |

### Moins de 23 ans
Distances parcourues
| Distances course (kilomètres) | Distances course (kilomètres) | Distances course (kilomètres) |
| Course à pied                 | Natation                      | Course à pied                 |
| ----------------------------- | ----------------------------- | ----------------------------- |
| 2,5                           | 1                             | 2,5                           |

| Rang               | Athlète           | Pays        | Temps       |
| ------------------ | ----------------- | ----------- | ----------- |
| Médaille d'or      | Andrea Secchiero  | Italie      | 29 min 22 s |
| Médaille d'argent  | Daniel Halksworth | Royaume-Uni | 29 min 27 s |
| Médaille de bronze | Philip Wolfe      | Royaume-Uni | 29 min 30 s |

| Rang               | Athlète | Pays | Temps |
| ------------------ | ------- | ---- | ----- |
| Médaille d'or      |         |      |       |
| Médaille d'argent  |         |      |       |
| Médaille de bronze |         |      |       |

### Junior
Distances parcourues
| Distances course (kilomètres) | Distances course (kilomètres) | Distances course (kilomètres) |
| Course à pied                 | Natation                      | Course à pied                 |
| ----------------------------- | ----------------------------- | ----------------------------- |
| 1,25                          | 0,5                           | 1,25                          |

| Rang               | Athlète              | Pays      | Temps       |
| ------------------ | -------------------- | --------- | ----------- |
| Médaille d'or      | Alexandre Dallenbach | Suisse    | 29 min 15 s |
| Médaille d'argent  | Davide Uccellari     | Italie    | 29 min 16 s |
| Médaille de bronze | Drew Viles           | Australie | 29 min 34 s |

| Rang               | Athlète           | Pays             | Temps       |
| ------------------ | ----------------- | ---------------- | ----------- |
| Médaille d'or      | Ellie Salthouse   | Australie        | 34 min 36 s |
| Médaille d'argent  | Jasmine Johansson | Suède            | 35 min 04 s |
| Médaille de bronze | Simmone Ackerman  | Nouvelle-Zélande | 35 min 14 s |

## Tableau des médailles
| Rang  | Nation           | Or | Argent | Bronze | Total |
| ----- | ---------------- | -- | ------ | ------ | ----- |
| 1     | Australie        | 1  | 1      | 2      | 4     |
| 2     | Brésil           | 1  | 1      | 0      | 2     |
| 3     | Italie           | 1  | 1      | 0      | 2     |
| 4     | Nouvelle-Zélande | 1  | 0      | 1      | 2     |
| 5     | Suisse           | 1  | 0      | 0      | 1     |
| 6     | Royaume-Uni      | 0  | 1      | 1      | 2     |
| 7     | Suède            | 0  | 1      | 0      | 1     |
| 8     | Pays-Bas         | 0  | 0      | 1      | 1     |
| Total | Total            | 5  | 5      | 5      | 15    |